# Nesticus echigonus
Espèce
Nesticus echigonus est une espèce d'araignées aranéomorphes de la famille des Nesticidae.

## Distribution
Cette espèce est endémique du Japon.

## Publication originale
- Yaginuma, 1986 : Supplementary notes on Japanese nesticid spiders. Journal of the Speleological Society of Japan, vol. 11, p. 26-29.